# U–1221
Az U–1221 tengeralattjárót a német haditengerészet rendelte a hamburgi Deutsche Werft AG-től 1941. augusztus 25-én. A hajó 1943. augusztus 11-én állt szolgálatba. Egyetlen járőrutat tett, hajót nem süllyesztett el.

## Pályafutása
Az U–1221 egyetlen harci küldetésére 1944. augusztus 20-án futott ki Bergenből, kapitánya Paul Ackermann volt. Átszelte az Atlanti-óceán északi részét, és az amerikai partok előtt vadászott, de nem járt sikerrel. November 30-án visszatért Norvégiába. Április 3-án, Kielnél egy amerikai harci gép elpusztította. Hét tengerész meghalt.

## Kapitányok
| Név            | Kezdőnap            | Zárónap          |
| -------------- | ------------------- | ---------------- |
| Karl Kölzer    | 1943. augusztus 11. | 1944. január 19. |
| Paul Ackermann | 1944. január 20.    | 1945. április 3. |

## Őrjárat
| Indulás | Indulónap           | Érkezés  | Zárónap            |
| ------- | ------------------- | -------- | ------------------ |
| Bergen  | 1944. augusztus 20. | Marviken | 1944. november 28. |